# 신례초등학교
신례초등학교는 대한민국 제주특별자치도 서귀포시 남원읍 신례리에 있는 공립 초등학교이다.

## 학교 연혁
- 1946년 11월 29일 신례국민학교 개교
- 1948년 11월 15일 4.3 사건으로 폐교
- 1949년 8월 1일 하례국교 신례분교장 설립
- 1955년 6월 20일 신례국민학교로 복교
- 1981년 3월 10일 병설유치원 개원
- 1993년 3월 30일 교기 테니스 지정
- 1996년 3월 1일 신례초등학교로 교명 변경
- 1998년 2월 26일 새싹관 개관(68.5평)
- 2004년 1월 29일 테니스장(하드코트) 시설 준공
- 2005년 11월 30일 학교 급식 조리실 시설 준공
- 2006년 2월 28일 교실바닥 마루 교체 및 복도 칸막이 공사 준공
- 2008년 10월 5일 교사 2층 교실 증축(다목적실, 도서관, 어학실, 화장실)
- 2012년 5월 4일 푸른 잔디 운동장 준공
- 2015년 2월 6일 교실 및 급식소 대수선 공사 준공
- 2015년 3월 9일 교내 테니스장 보수 공사 준공
- 2015년 11월 9일 교사 2층 음악실 준공
- 2016년 9월 1일 제25대 강성지 교장 부임
- 2017년 2월 10일 제61회 졸업식(졸업생 총 수 2,100명)
- 2018년 9월 1일 제26대 양애자 교장선생님 부임
- 2020년 9월 1일 제27대 김희정 교장선생님 부임

## 참고 자료
- 신례초등학교 - 한국교육학술정보원 학교알리미